# Ramecourt (Pas de Calais)
Ramecourt és un municipi francès situat al departament del Pas de Calais i a la regió dels Alts de França. L'any 2007 tenia 328 habitants.

## Demografia

### Població
El 2007 la població de fet de Ramecourt era de 328 persones. Hi havia 118 famílies de les quals 16 eren unipersonals (8 homes vivint sols i 8 dones vivint soles), 51 parelles sense fills, 47 parelles amb fills i 4 famílies monoparentals amb fills.
La població ha evolucionat segons el següent gràfic:
Habitants censats

### Habitatges
El 2007 hi havia 130 habitatges, 121 eren l'habitatge principal de la família, 2 eren segones residències i 7 estaven desocupats. Tots els 129 habitatges eren cases. Dels 121 habitatges principals, 98 estaven ocupats pels seus propietaris, 21 estaven llogats i ocupats pels llogaters i 2 estaven cedits a títol gratuït; 8 tenien tres cambres, 26 en tenien quatre i 87 en tenien cinc o més. 105 habitatges disposaven pel capbaix d'una plaça de pàrquing. A 51 habitatges hi havia un automòbil i a 57 n'hi havia dos o més.

### Piràmide de població
La piràmide de població per edats i sexe el 2009 era:
| Homes | Edats   | Dones |
| ----- | ------- | ----- |
| 0     | 95 o +  | 0     |
| 0     | 90 a 94 | 4     |
| 0     | 85 a 89 | 0     |
| 0     | 80 a 84 | 4     |
| 4     | 75 a 79 | 0     |
| 8     | 70 a 74 | 4     |
| 12    | 65 a 69 | 16    |
| 8     | 60 a 64 | 4     |
| 8     | 55 a 59 | 4     |
| 16    | 50 a 54 | 8     |
| 12    | 45 a 49 | 16    |
| 8     | 40 a 44 | 8     |
| 24    | 35 a 39 | 24    |
| 12    | 30 a 34 | 12    |
| 16    | 25 a 29 | 4     |
| 4     | 20 a 24 | 4     |
| 8     | 15 a 19 | 8     |
| 12    | 10 a 14 | 12    |
| 8     | 5 a 9   | 12    |
| 8     | 0 a 4   | 12    |

## Economia
El 2007 la població en edat de treballar era de 216 persones, 153 eren actives i 63 eren inactives. De les 153 persones actives 147 estaven ocupades (82 homes i 65 dones) i 7 estaven aturades (3 homes i 4 dones). De les 63 persones inactives 17 estaven jubilades, 21 estaven estudiant i 25 estaven classificades com a «altres inactius».

### Ingressos
El 2009 a Ramecourt hi havia 120 unitats fiscals que integraven 324 persones, la mediana anual d'ingressos fiscals per persona era de 17.917 €.

### Activitats econòmiques
Dels 17 establiments que hi havia el 2007, 1 era d'una empresa de fabricació d'altres productes industrials, 1 d'una empresa de construcció, 7 d'empreses de comerç i reparació d'automòbils, 1 d'una empresa financera, 6 d'empreses de serveis i 1 d'una entitat de l'administració pública.
Dels 6 establiments de servei als particulars que hi havia el 2009, 2 eren tallers de reparació d'automòbils i de material agrícola, 1 taller d'inspecció tècnica de vehicles, 1 establiment de lloguer de cotxes i 2 guixaires pintors.
Dels 3 establiments comercials que hi havia el 2009, 1 era una botiga de roba i 2 floristeries.
L'any 2000 a Ramecourt hi havia 8 explotacions agrícoles que ocupaven un total de 475 hectàrees.

## Equipaments sanitaris i escolars
El 2009 hi havia una escola elemental integrada dins d'un grup escolar amb les comunes properes formant una escola dispersa.

## Poblacions més properes
El següent diagrama mostra les poblacions més properes.